# Copa d'ulls

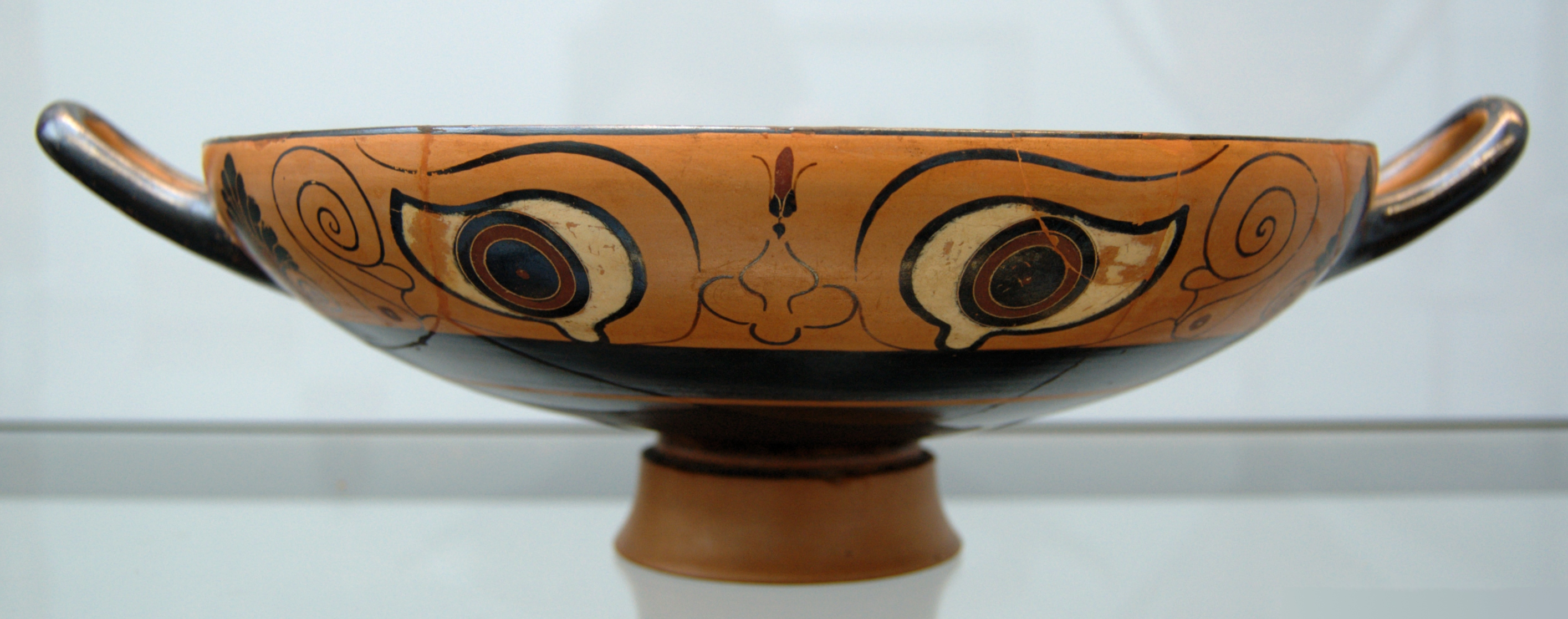
Copa d'ulls calcídia de figures negres, circa 530 ae, Munic: Staatliche Antikensammlungen

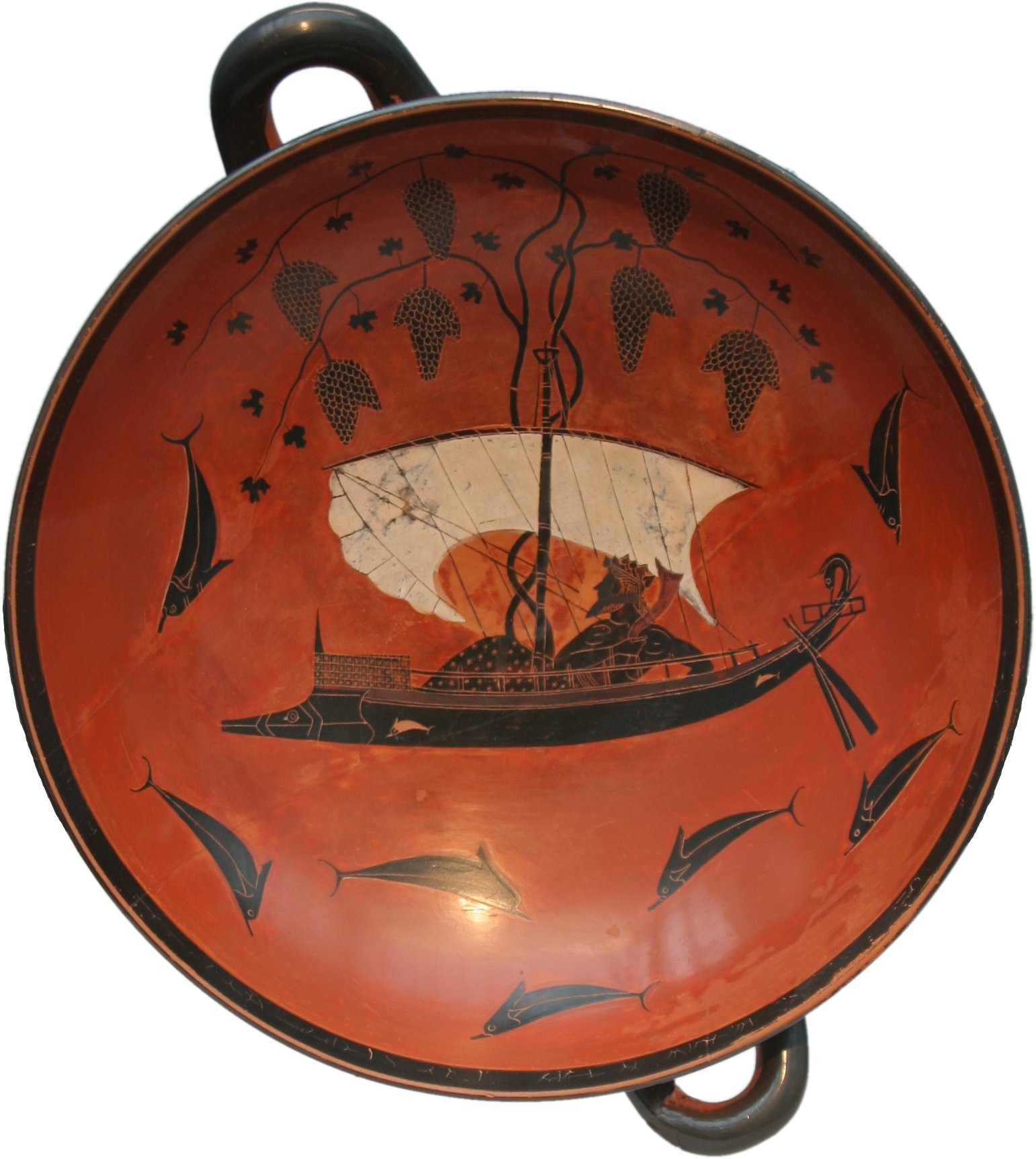
Dionís en un vaixell, navegant entre dofins. Cílix àtic de figures negres del pintor Exèquies, c. 530 ae trobat a Volci. Copa de Dionís: Staatliche Antikensammlungen, Múnic

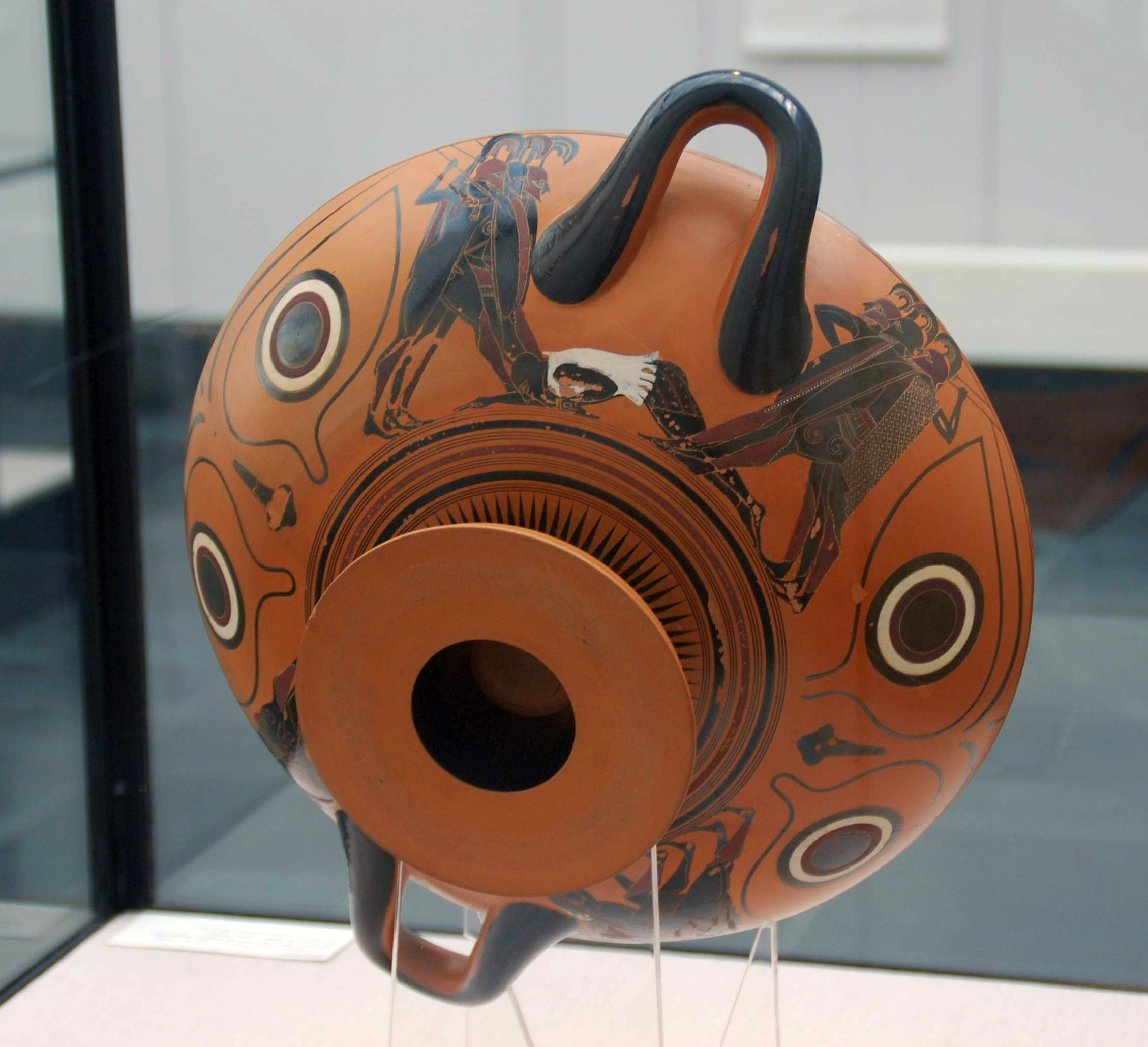
Exterior de la copa de Dionís

Copa d'ulls és el nom que rep un tipus específic de copa de l'antiga ceràmica grega, que es distingeix pels parells d'ulls pintats a la superfície de fora.

## Descripció
Classificades com a cílixs per la forma, les copes d'ulls estaven molt esteses a Atenes i Calcis en la segona meitat del segle vi abans de la nostra era. El bol de la copa d'ulls recolza sobre un curt peu; tots dos costats estan dominats per grans parells d'ulls pintats sota celles arquejades. Els globus oculars estan pintats en estil de silueta, més tard s'ompliran amb pintura blanca o els pintaran de blanc sobre negre. Alguns ulls són «de dona», és a dir, amb forma d'ametla i sense conductes lacrimògens. Sovint, un nas estilitzat es col·loca al centre entre els ulls.
Mentre es fa servir com a recipient per a beure, a causa de la necessària inclinació del got, la tassa amb els ulls pintats, les nanses que pareixen orelles i la base del peu com una boca, s'assembla a una màscara. Molts dels gots també tenen imatges dionisíaques. Se suposa que els ulls tenien una funció apotropaica (per a evitar el mal).

## Tipus
Les copes d'ulls foren pintades la majoria en l'estil de figures negres; més tard, en canvi, també en el de les vermelles. Els primers gots pintats bilingües, els de tots dos estils, inclouen copes d'ulls amb l'interior de figures negres i l'exterior de figures roges.
La introducció d'aquest tipus bilingüe i la decoració específica en la pintura de gots àtics s'atribueix a Exèquies. La seua copa d'ulls, ara a Munic, datada del 530-540 abans de la nostra era, es considera una obra mestra d'aquest tipus. Representa Dionís, ficat al llit en postura de simpòsium, dins un vaixell. La seua naturalesa divina la indica el seu atribut, una vinya, que creix al masteler.

## Història
La cronologia n'és difícil; la majoria, però, de les copes d'ulls es degueren produir entre el 540 i el 500 ae, tal vegada fins al 480 ae. També es van exportar a Itàlia en gran quantitat. La majoria dels gots d'aquest tipus es trobaren com a dipòsits funeraris en les tombes de cambra etrusques.